# Carlo II di Romania
Carlo II di Romania (nato Carlo di Hohenzollern-Sigmaringen) (Sinaia, 15 ottobre 1893 – Estoril, 4 aprile 1953) regnò come re di Romania dall'8 giugno 1930 al 6 settembre 1940.

## Biografia

### Giovinezza

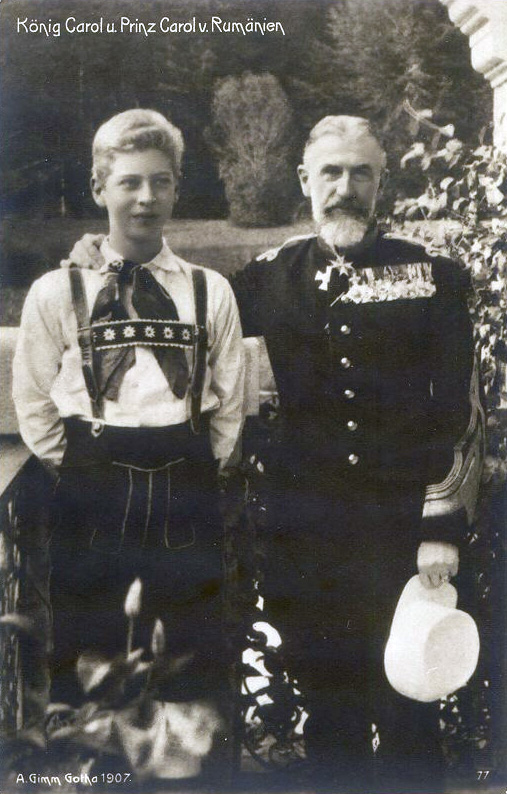
Carol assieme al prozio, Carlo I.

Carlo, nato il 15 ottobre 1893 a Sinaia, era il primogenito di Ferdinando di Romania, allora erede al trono, e della moglie, Maria di Edimburgo; il padre apparteneva alla dinastia Hohenzollern-Sigmaringen e nel 1888 fu designato dallo zio Carlo I, re di Romania, quale principe ereditario rumeno. La madre invece era la figlia di Alfredo, duca di Edimburgo e di Sassonia-Coburgo-Cotha, quindi nipote della regina Vittoria. Carlo era quindi imparentato con le case reali del Portogallo, di Gran Bretagna e Russia. Aveva due fratelli, Nicola e Mircea, e tre sorelle, Elisabetta, Maria ed Ileana. 

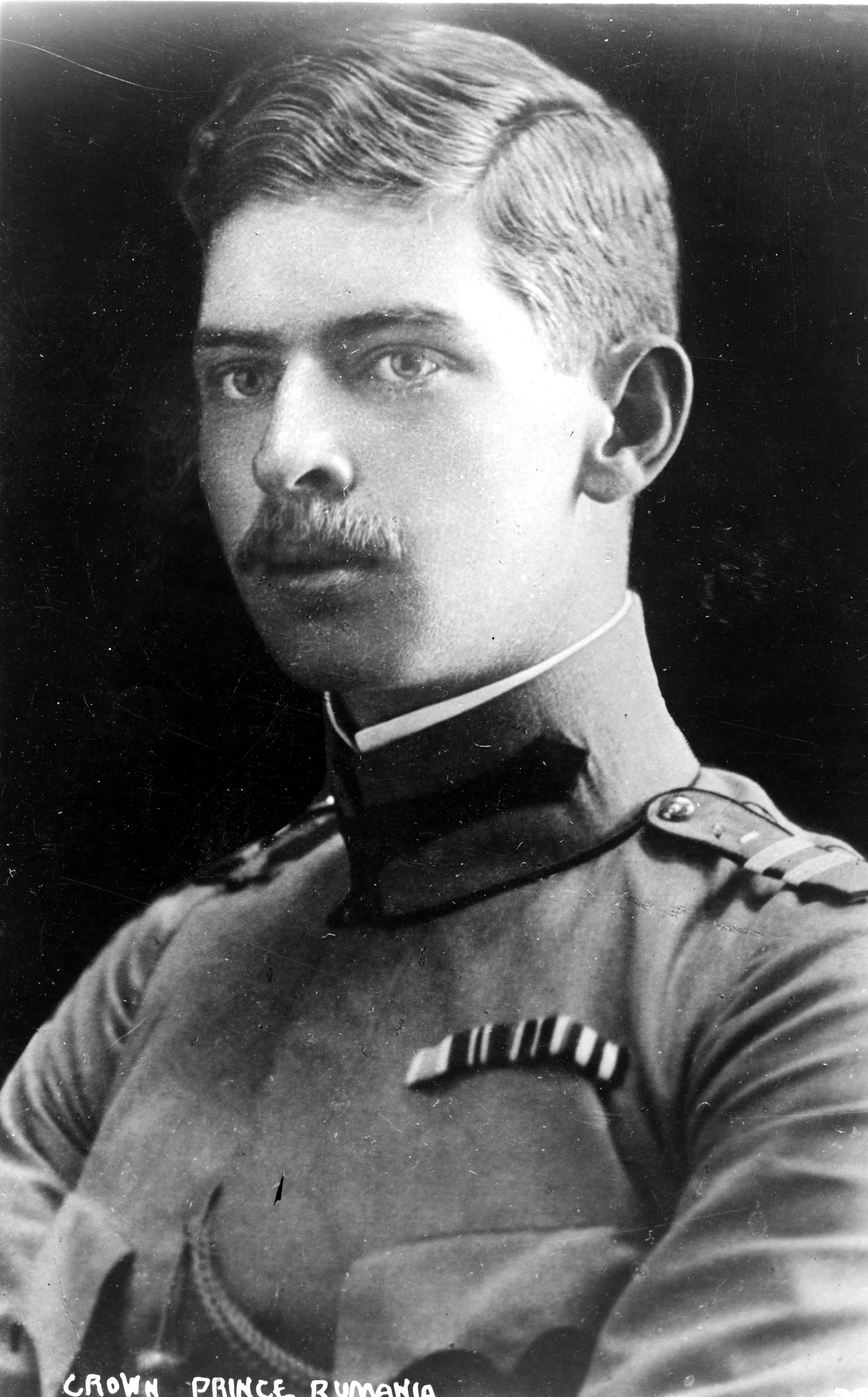
Carlo nel 1915.

Fu il primo erede al trono a nascere in Romania e ad essere educato secondo la religione ortodossa, difatti il padre, una volta raggiunta Bucarest, continuò a manifestare la fede cattolica. Nei primi anni Carlo fu educato dai prozii e sovrani Carol e la moglie, Elisabetta di Wied, ciò probabilmente provocò un grande distacco fra il principe ed i suoi genitori, Ferdinando e Maria, con cui avrà poi diversi scontri. Re Carlo I cercò di educare il principe rumeno attraverso un'educazione militare ma notò che il nipote preferiva la compagnia delle donne e degli amici. Carlo però prestò servizio nelle Guardie Prussiane per poi prendere posto nel Senato rumeno. Nel 1914 Carlo divenne erede al trono poiché, dopo la morte di Carlo I, il padre ascese al trono col nome di Ferdinando I.
Con lo scoppio della Prima guerra mondiale, Carlo divenne ufficiale dell'Esercito.

### Nozze e scandali
Carlo si sposò la prima volta ad Odessa, oggi Ucraina allora Russia, il 31 agosto 1918; le nozze non vennero approvate da suo padre, re Ferdinando, inoltre non venne accolto bene dal popolo rumeno. Sette mesi dopo il matrimonio fu annullato ma la coppia continuò a frequentarsi, difatti la coppia ebbe un figlio, Mircea Gregor Carol Lambrino, nato nel 1920. 
Il 10 marzo 1921 Carlo sposò ad Atene la principessa Elena di Grecia, sua seconda cugina e figlia di re Costantino I di Grecia e di Sofia di Prussia; ad ottobre dello stesso anno nacque l'unico figlio, Michele. I due coniugi preferivano due ambienti diversi, difatti il principe preferiva le feste e le donne, infatti il matrimonio tra i due reali fallì anche a causa della relazione del principe con Magda Lupescu, cattolica e figli di un farmacista ebreo. 
La relazione extraconiugale suscitò uno scandalo e Carlo dovette rinunciare ai diritti al trono nel dicembre del 1925, in favore del figlio Michele che a seguito della morte del nonno Ferdinando, salì al trono nel 1927, affiancato da un Consiglio di Reggenza, presidiato dallo zio, il principe Nicola. Carlo ed Elena divorziarono nel 1928 e inoltre il principe rumeno ebbe anche un figlio e una figlia dall'amante Maria Martini, una studentessa di scuola superiore.

### Regno

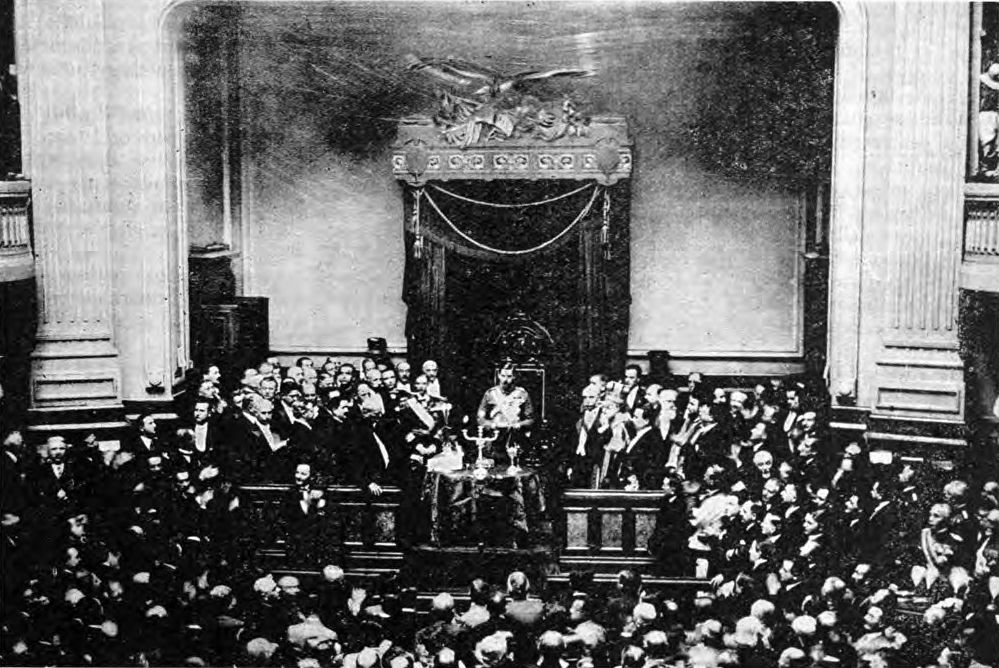
Giuramento di Carlo II di Romania.

Il 7 giugno 1930 Carlo ritornò in Romania e venne proclamato re il giorno seguente, ascendendo al trono come Carlo II di Romania. Durante il suo regno, il sovrano cercò di influenzare la vita politica del paese, sospendendo in parte la costituzione promossa dal padre nel 1923, emanandone un'ulteriore nel 1938, meno democratica. In un primo momento cercò di controllare e manipolare le fazioni rivali dei contadini e dei liberali, per poi imporre un ministero di sua nomina, nel gennaio del 1938. Sempre nel 1938 bandì la Guardia di Ferro, partito politico o movimento legionario rumeno che sostenne in precedenza, e cercò di conseguenza di costruire un proprio culto della personalità per contrastare la grande influenza che aveva il partito. Creò un'organizzazione giovanile paramilitare, conosciuta come Straja Ţării, nel 1935.

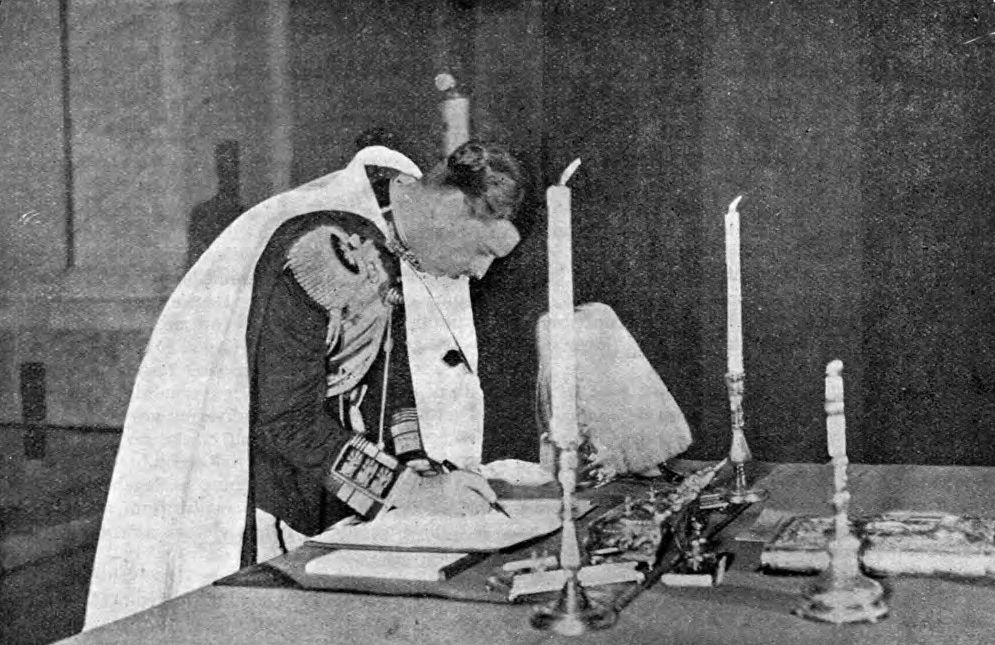
Carlo che firma la costituzione.

Carlo rese la Romania una monarchia autoritaria, centrando tutti i poteri dello stato nelle sue mani, creando di stabilizzare la politica interna ed estera. La situazione divenne drastica quando nel 1940 la Romania, costretta dalla Germania nazista, concesse numerose concessioni territoriali: la Bessarabia all'Unione Sovietica, in occasione del patto Molotov-Ribbentrop, la Transilvania all'Ungheria e la Dobrugia alla Bulgaria. Di fronte a tali imposizioni, Carlo II non si oppose, deludendo il popolo rumeno rendendosi così non ben voluto. Il 6 settembre 1940, il sovrano abdicò, forse anche sotto influenza dell'amministrazione filo-tedesca del maresciallo Ion Antonescu, in favore del figlio Michele, che divenne re per la seconda volta. 

### Esilio
L'ex sovrano si stabilì in esilio in Portogallo. Si ritiene che Carlo lasciò la Romania in treno portandosi dietro i tesori reali (dipinti di importanti maestri come Tiziano, Rubens, e Rembrandt, gioielli e armature preziose); un gruppo di legionari della Guardia di Ferro sparò verso il treno reale, ma non riuscì a fermarlo. Carlo e Magda Lupescu si sposarono a Rio de Janeiro, in Brasile, il 3 giugno 1947, e Magda prese il titolo di principessa Elena von Hohenzollern. Carlo rimase in esilio per il resto della sua vita.

### I resti

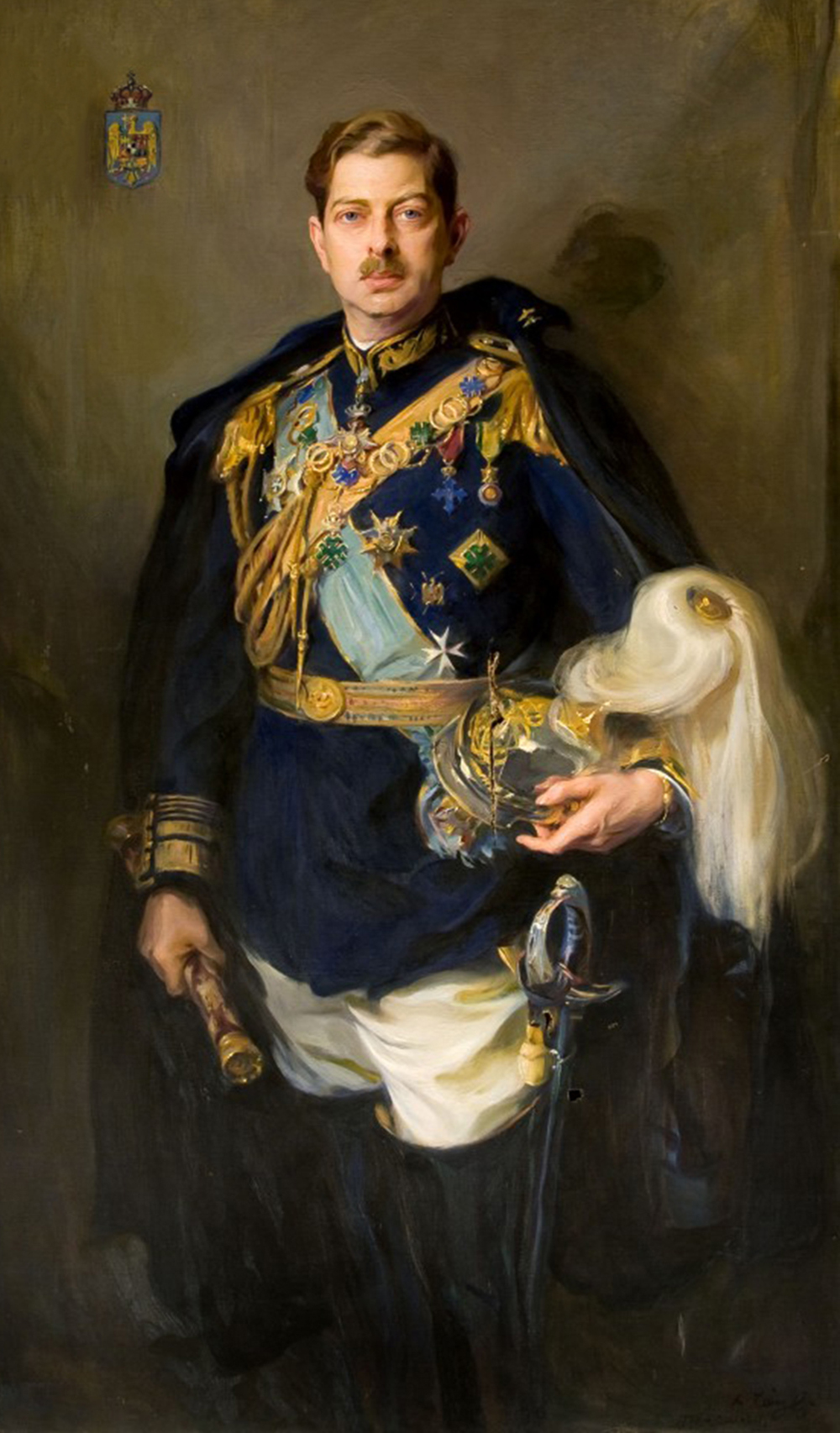
Carlo II di Romania nel 1936.

Carlo morì in Portogallo nel 1953; i suoi resti tornarono in Romania nel 2003 e furono deposti nella cattedrale del monastero di Curtea de Argeș, insieme agli altri re rumeni. Il figlio e successore, Michele, non partecipò alla funzione, ma fu rappresentato dalla figlia, la principessa Margherita, e dal principe Radu, suo marito.

## Albero genealogico
|                                      |                                   |                                     | Genitori                              |  |  | Nonni |  |  | Bisnonni                                  |  |  | Trisnonni                         |  |
|                                      |                                   |                                     |                                       |  |  |       |  |  | Carlo Antonio di Hohenzollern-Sigmaringen |  |  | Carlo di Hohenzollern-Sigmaringen |  |
|                                      |                                   |                                     |                                       |  |  |       |  |  | Carlo Antonio di Hohenzollern-Sigmaringen |  |  | Carlo di Hohenzollern-Sigmaringen |  |
|                                      |                                   | Maria Antonietta Murat              |                                       |  |  |       |  |  | Carlo Antonio di Hohenzollern-Sigmaringen |  |  |                                   |  |
| Leopoldo di Hohenzollern-Sigmaringen |                                   |                                     |                                       |  |  |       |  |  | Carlo Antonio di Hohenzollern-Sigmaringen |  |  |                                   |  |
|                                      |                                   | Giuseppina di Baden                 | Carlo II di Baden                     |  |  |       |  |  |                                           |  |  |                                   |  |
|                                      |                                   | Giuseppina di Baden                 | Carlo II di Baden                     |  |  |       |  |  |                                           |  |  |                                   |  |
|                                      |                                   | Giuseppina di Baden                 | Stefania di Beauharnais               |  |  |       |  |  |                                           |  |  |                                   |  |
| Ferdinando I di Romania              |                                   | Giuseppina di Baden                 |                                       |  |  |       |  |  |                                           |  |  |                                   |  |
|                                      |                                   | Ferdinando II di Portogallo         | Ferdinando di Sassonia-Coburgo-Gotha  |  |  |       |  |  |                                           |  |  |                                   |  |
|                                      |                                   | Ferdinando II di Portogallo         | Ferdinando di Sassonia-Coburgo-Gotha  |  |  |       |  |  |                                           |  |  |                                   |  |
|                                      |                                   | Ferdinando II di Portogallo         | Maria Antonia di Koháry               |  |  |       |  |  |                                           |  |  |                                   |  |
| Antonia di Portogallo                |                                   | Ferdinando II di Portogallo         |                                       |  |  |       |  |  |                                           |  |  |                                   |  |
|                                      |                                   | Maria II di Portogallo              | Pietro I del Brasile                  |  |  |       |  |  |                                           |  |  |                                   |  |
|                                      |                                   | Maria II di Portogallo              | Pietro I del Brasile                  |  |  |       |  |  |                                           |  |  |                                   |  |
|                                      |                                   | Maria II di Portogallo              | Maria Leopoldina d'Austria            |  |  |       |  |  |                                           |  |  |                                   |  |
| Carlo II di Romania                  |                                   | Maria II di Portogallo              |                                       |  |  |       |  |  |                                           |  |  |                                   |  |
|                                      | Alberto di Sassonia-Coburgo-Gotha | Ernesto I di Sassonia-Coburgo-Gotha |                                       |  |  |       |  |  |                                           |  |  |                                   |  |
|                                      | Alberto di Sassonia-Coburgo-Gotha | Ernesto I di Sassonia-Coburgo-Gotha |                                       |  |  |       |  |  |                                           |  |  |                                   |  |
|                                      | Alberto di Sassonia-Coburgo-Gotha | Luisa di Sassonia-Gotha-Altenburg   |                                       |  |  |       |  |  |                                           |  |  |                                   |  |
| Alfredo di Sassonia-Coburgo-Gotha    | Alberto di Sassonia-Coburgo-Gotha |                                     |                                       |  |  |       |  |  |                                           |  |  |                                   |  |
|                                      |                                   | Vittoria del Regno Unito            | Edoardo Augusto di Hannover           |  |  |       |  |  |                                           |  |  |                                   |  |
|                                      |                                   | Vittoria del Regno Unito            | Edoardo Augusto di Hannover           |  |  |       |  |  |                                           |  |  |                                   |  |
|                                      |                                   | Vittoria del Regno Unito            | Vittoria di Sassonia-Coburgo-Saalfeld |  |  |       |  |  |                                           |  |  |                                   |  |
| Maria di Edimburgo                   |                                   | Vittoria del Regno Unito            |                                       |  |  |       |  |  |                                           |  |  |                                   |  |
|                                      |                                   | Alessandro II di Russia             | Nicola I di Russia                    |  |  |       |  |  |                                           |  |  |                                   |  |
|                                      |                                   | Alessandro II di Russia             | Nicola I di Russia                    |  |  |       |  |  |                                           |  |  |                                   |  |
|                                      |                                   | Alessandro II di Russia             | Carlotta di Prussia                   |  |  |       |  |  |                                           |  |  |                                   |  |
| Maria Aleksandrovna di Russia        |                                   | Alessandro II di Russia             |                                       |  |  |       |  |  |                                           |  |  |                                   |  |
|                                      |                                   | Maria d'Assia e del Reno            | Luigi II d'Assia e del Reno           |  |  |       |  |  |                                           |  |  |                                   |  |
|                                      |                                   | Maria d'Assia e del Reno            | Luigi II d'Assia e del Reno           |  |  |       |  |  |                                           |  |  |                                   |  |
|                                      |                                   | Maria d'Assia e del Reno            | Guglielmina di Baden                  |  |  |       |  |  |                                           |  |  |                                   |  |
|                                      |                                   | Maria d'Assia e del Reno            |                                       |  |  |       |  |  |                                           |  |  |                                   |  |